# کریس چارسلی
کریس چارسلی (به انگلیسی: Chris Charsley) بازیکن فوتبال زادهٔ ۷ نوامبر ۱۸۶۴ اهل انگلستان بود که سابقهٔ بازی در تیم ملی فوتبال انگلستان را در کارنامهٔ خود دارد. وی در تاریخ ۲۵ فوریه ۱۸۹۳ تنها بازی ملی خود را در مقابل تیم ملی فوتبال ایرلند انجام داد.